# Сочевко, Григорий Васильевич
Григорий Васильевич Сочевко (24 января 1899; д. Микулино, Смоленская губерния, Российская империя — 19 июня 1967; Москва, РСФСР, СССР) — советский и российский актёр театра и кино, певец

## Биография
Родился 24 января 1899 года в деревне Микулино Смоленской губернии.
Окончил двухклассное училище в своей родной деревне, после чего был определён в приготовительный класс Александровского реального училища в Смоленске. Через год Сочевко стал петь в церковном и светском хорах данного училища. Много выступал со своими сольными музыкальными партиями, в том числе играл на скрипке так как его отец был музыкантом.
Позже Сочевко пошёл учиться в Петроградский горный институт, но Октябрьская революция в 1917 году прервала временно его обучение. Вернувшись в Смоленск возобновил занятие вокалом с Н. П. Граве, также поступил в Смоленский музыкальный техникум по классу М. Г. Локса.
В 1925 году Сочевко от техникума получил приглашение в Москву для продолжения музыкального образования и по приезде в Москву, артист подал заявление на конкурс молодых певцов в Оперную студию им. К. С. Станиславского и был принят в коллектив сотрудников. Постепенно из-за массовых сцен, в которых принимал участие и выступал при системе Станиславского вокала, дикции, ритмики, пластики и грима, стал набираться опыта в качестве театрального актёра.
В 1930-х годах на Сочевко обратил внимание кинематографист, после чего началась его кинокарьера в качестве актёра фильмов.
Ушёл из жизни 19 июня 1967 года в Москве. Похоронен на Химкинском кладбище.

## Фильмография
- 1931 — Конец Дерягина — Миша Громов
- 1932 — Мёртвый дом — Ястржембский
- 1932 — Толедо — Корпухов
- 1935 — Строгий юноша — Коля
- 1936 — Путешествие в Арзрум — Чернышёв
- 1941 — Первая конная — Василий Деньга
- 1966 — Год, как жизнь — соратник Маркса
- 1965 — На завтрашей улице — начальник участка
- 1966 — Королевская регата (эпизод)
- 1966 — Серая болезнь — друг отца
- 1966—1969 — Андрей Рублёв — друженник Великого князя
- 1967 — Вий — Степан
- 1967 — Железный поток — (эпизод/красноармеец)
- 1967 — Операция Трест (эпизод)
- 1967 — Разбудите Мухина (эпизод)

## Оценочные мнения
Киновед Алексей Тремасов поведал о том, что его по-настоящему интересные роли появились в «Строгом юноше», где Сочевко сыграл роль Дискобола в картине Абрама Матвеевича Роома и казака Василия Деньгу в «Первой конной» Ефима Львовича Дзигана. По мнению киноведа, в первом использовались не столько его актёрские способности, сколько, в большей степени, яркие внешние данные — высокий рост, атлетически сложенная фигура. Во втором — качества, необходимые боевому казаку: бравада, кураж, воинствующий темперамент.
Со слов киноведа, Григорий Васильевич обладал мягким, уступчивым характером и всецело ей (жене) подчинялся.

## Издательства
- Павел Иванович Румянцев. Станиславский и опера. — Iskusstvo,, 1969. — 560 с.